# Ґронди-Залевне
Ґронди-Залевне (пол. Grądy Zalewne) — село в Польщі, у гміні Длуґосьодло Вишковського повіту Мазовецького воєводства.
Населення — 92 особи (2011).
У 1975-1998 роках село належало до Остроленцького воєводства.

## Демографія
Демографічна структура станом на 31 березня 2011 року:
|          | Загалом | Допрацездатний вік | Працездатний вік | Постпрацездатний вік |
| -------- | ------- | ------------------ | ---------------- | -------------------- |
| Чоловіки | 42      | 14                 | 24               | 4                    |
| Жінки    | 50      | 14                 | 23               | 13                   |
| Разом    | 92      | 28                 | 47               | 17                   |